# Tribu de Zabulón
Según la Biblia hebrea, la Tribu de Zabulón (alternativamente traducida como Zabulón, Zabulín, Zabulún, Zabulón) era una de las doce tribus de Israel. 
Tras la finalización de la conquista de Canaán por las tribus israelitas, como figura en el Libro de Josué, Josué repartió la tierra entre las doce tribus. El territorio que se asignó a Zabulón estaba en el extremo sur de Galilea, siendo su frontera oriental el Mar de Galilea, la occidental el Mar Mediterráneo, limitando al sur con la Tribu de Isacar, al norte con la Aser por el lado occidental y la con la de Neftalí por el lado oriental. 

## Origen
Según la Torá, la tribu estaba formada por descendientes de Zabulón, el sexto hijo de Jacob y Lea, de quien tomó su nombre. Algunos estudiosos bíblicos, sin embargo, ven esto como postdicción, una metáfora epónima que proporciona una etiología de la conexión de la tribu con otras de la confederación israelita.  Con Lea como matriarca, los eruditos bíblicos creen que la tribu fue considerada por los autores del texto como parte de la confederación israelita original.

## Genealogía
|       |       |       |       | Zabulón | Zabulón | Zabulón | Zabulón | Zabulón | Zabulón |      |      | Merishah | Merishah | Merishah | Merishah | Merishah | Merishah |         |         |         |         |  |  |  |  |  |  |  |  |
|       |       |       |       | Zabulón | Zabulón | Zabulón | Zabulón | Zabulón | Zabulón |      |      | Merishah | Merishah | Merishah | Merishah | Merishah | Merishah |         |         |         |         |  |  |  |  |  |  |  |  |
|       |       |       |       |         |         |         |         |         |         |      |      |          |          |          |          |          |          |         |         |         |         |  |  |  |  |  |  |  |  |
|       |       |       |       |         |         |         |         |         |         |      |      |          |          |          |          |          |          |         |         |         |         |  |  |  |  |  |  |  |  |
| Sered | Sered | Sered | Sered | Sered   | Sered   |         |         | Elon    | Elon    | Elon | Elon | Elon     | Elon     |          |          | Jahleel  | Jahleel  | Jahleel | Jahleel | Jahleel | Jahleel |  |  |  |  |  |  |  |  |

## Personaje

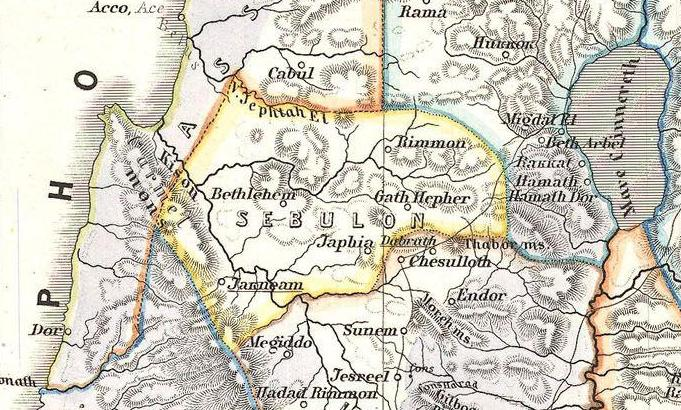
Territorio de Zabulón (Sebulón), mapa de 1865

En el antiguo Cantar de Débora, se describe a Zabulón como el que envía a la batalla a los que manejan el shebet sopher. Tradicionalmente se ha interpretado que esto se refiere a la «vara del escriba», un objeto que en los monumentos de Asiria era un estilete de madera o metal utilizado para inscribir tablillas de arcilla, o para escribir en papiros; por lo tanto, quienes lo empuñaban habrían sido los asociados/asistentes de los legisladores.  Por consiguiente, en la tradición judía, se consideraba que la tribu de Zabulón tenía una relación simbiótica con la tribu de Isacar, su vecina y una tribu que tradicionalmente se consideraba que tenía muchos eruditos, por lo que Zabulón apoyaría económicamente la dedicación de Isacar al estudio y la enseñanza de la Torá, a cambio de una parte de la recompensa espiritual de dicho aprendizaje; Los términos Isacar y Zabulón pasaron a ser utilizados por los judíos para designar a cualquiera que mantuviera una relación de este tipo. La erudición cristiana más reciente, como se expresa por ejemplo en traducciones como la «Revised Standard Version», en lugar de interpretar la descripción en el Cantar de Débora de las personas enviadas a la batalla por Zabulón como «los que manejan el bastón del mariscal»; en otras palabras, Zabulón simplemente había enviado oficiales militares.
La asociación entre Isacar y Zabulón se encuentra en una disputa ideológica entre los que creen que se pueden hacer condiciones y comercio en el salario post mortem y los que dicen que no se puede comerciar con el salario del otro mundo (Hai Gaon).

## Papel de la tribu

Mapa de las doce tribus de Israel; Zabulón es morado

Según la Torá, la tribu de Zabulón desempeña un papel importante en la historia temprana de Israel. En el censo de las tribus en el desierto del Sinaí durante el segundo año del Éxodo, la tribu de Zabulón contaba con 57 400 hombres aptos para la guerra.  Este ejército, bajo el mando de Eliab, hijo de Helón, acampó con Judá y Isacar al este del Tabernáculo y con ellos formó la vanguardia de la línea de marcha.  Entre los espías enviados por Moisés para ver la tierra de Canaán, Gadiel, hijo de Sodi, representaba a Zabulón. 
En Abila, en la tierra de Moab, después de que 24 000 hombres fueran asesinados por su crimen, se realizó un segundo censo; Zabulón contaba con 60 500 hombres combatientes.  Elizafán, hijo de Parnac, fue elegido para representar a Zabulón en la división de la Tierra Prometida.
Durante el gobierno de Josué, no recibió ninguna mención especial. En el Cantar de Débora, la tribu es especialmente destacada por haber «ofrecido sus vidas a la muerte en la región de Merón»; y alabada porque «de Zabulón salieron los que dirigían el ejército para combatir», como en hebreo, «los que llevan la pluma del escriba», es decir, los oficiales de reclutamiento e inspección.
La referencia es a la campaña de Barac contra Sísara, el comandante de las fuerzas de Jabin, rey de Canaán. Respondieron a la llamada de Gedeón y se unieron en la batalla contra Madián; y dieron a Israel a Elón, que lo juzgó diez años. Entre los que siguieron a David a Hebrón para proclamarlo rey había 50 000 hombres de Zabulón totalmente armados y sin doblez de corazón, que llevaron consigo, como muestra de su sincera lealtad, abundantes provisiones de carne y bebida para celebrar la ascensión de su nuevo gobernante. Cuando Ezequías reparó las abominaciones de su padre Acaz, invitó a todo Israel a celebrar la Pascua en la casa del Señor. Los emisarios del reformador fueron objeto de burlas y ridiculizaciones; sin embargo, algunos fueron fieles a la religión de sus padres y, incluso desde la lejana Zabulón, subieron a Jerusalén, destruyeron los ídolos y celebraron la fiesta de los panes sin levadura.

## División de la tierra
En la división de la tierra de Israel entre las siete tribus aún no previstas, la suerte de Zabulón fue la tercera. El territorio de la tribu comenzaba con Sarid (Josué 19:10), que se supone que era Tel Shadud,  a unas cinco millas al suroeste de Nazaret. Los límites de Zabulón no se han determinado. De los diecinueve nombres propios que el libro de Josué nos da para guiarnos, solo Belén de Galilea (Beit lahm, a once kilómetros al noroeste de Nazaret) puede identificarse con certeza, aunque el yacimiento arqueológico de Tel Hanaton está asociado con la ciudad de Hanaton, que figura como límite con Aser. El historiador Josefo asigna a Zabulón la tierra cercana al monte Carmelo y al mar, hasta el lago de Genesaret.  Al noroeste se encontraba Aser, al sureste Isacar. Incluía una parte del Valle de Jezreel, y la gran carretera desde el mar hasta el lago. Según el cristianismo, en el territorio de Zabulón se crio Jesús, y dijo e hizo mucho de lo que se narra en los Evangelios, especialmente en los Evangelios sinópticos, sobre su ministerio galileo.
Según el relato del Libro del Génesis, el límite occidental de la tribu de Zabulón es el mar: «Zabulón habitará a la orilla del mar, y será un puerto para las naves» (Génesis 49:13). Sin embargo, en las descripciones de sus fronteras territoriales en el Libro de Josué, se afirma que su límite occidental es el río Kishon, con la tribu de Aser situada al oeste. Se han hecho varios intentos para resolver esta contradicción, incluidos los de Ishtori haFarhi, el Gaón de Vilna, el Malbim, y otros. Sin embargo, el geógrafo Micha Klein propuso una solución basada en un estudio paleogeográfico que llevó a cabo. Según su investigación, la antigua bahía de Haifa era más profunda y estaba más al sur, extendiéndose hasta la zona del actual kibutz Yagur. Según este estudio, los diferentes versículos pueden conciliarse de la siguiente manera: el territorio de Zabulón se extendía hasta la zona del actual kibutz Yagur, donde el río Kishon fluye cerca, al oeste del cual había una pequeña ensenada, y al norte de la cual estaba la tribu de Aser. Según esta interpretación, la tribu de Zabulón tenía acceso al mar, a través del cual podían navegar y dedicarse al comercio. 

## Destino
Como parte del Reino de Israel, el territorio de Zabulón fue conquistado por los asirios antiguos, y la tribu exiliada; algunos miembros de la tribu lograron huir hacia el sur, al Reino de Judá. En cualquier caso, la forma en que la tribu de Zabulón fue exiliada o emigró llevó a que se perdiera su historia posterior.
El miembro israelí de la Knesset Ayoob Kara especuló que los drusos descienden de una de las tribus perdidas de Israel, probablemente Zabulón. Kara afirmó que los drusos comparten muchas de las mismas creencias que los judíos, y que tiene pruebas genéticas que demuestran que los drusos descienden de judíos. 